# Jan Frederik Helmers

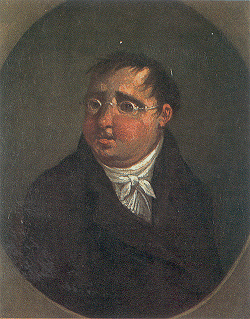
Jan Frederik Helmers

Jan Frederik Helmers, född 7 mars 1767 i Amsterdam, död där 26 februari 1813, var en nederländsk skald.
Helmer var ursprungligen köpman och ägnade sig sedermera åt litteraturen. Han blev först bekant genom en hymn till Napoleon Bonaparte (1801), vars förtryck över Nederländerna snart förvandlade honom till hans bittra fiende. Bland hans patriotiska dikter intas första rummet av De hollandsche natie (1812; ny upplaga 1821), ett dityrambiskt förhärligande av det nederländska folket. Helmers dikter utkom 1809–10 i två band, Nagelatene gedichten i två band, 1815 (ny upplaga 1884).